# Малыгин, Макс Иванович
Макс Иванович Малыгин — советский деятель внутренней безопасности, депутат Верховного Совета РСФСР.

## Биография
Родился в 1899 году; место рождения — Таганрог. Национальность — русский.
Член ВКП(б) c 10.1919.
В органах ВЧК−ОГПУ−НКВД с 1921.
На 31.01.1936 работал в органах государственной безопасности Северо-Кавказского края. До 17.01.1939 — начальник УНКВД Тамбовской области. 17.01.1939 уволен согласно ст. 38 п. «б» Положения. 02.03.1940 уволен вовсе c исключением с учета согласно ст. 38 п. «б» Положения. С 31.01.1936 — старший лейтенант государственной безопасности, c 14.03.1937 — капитан государственной безопасности, 02.03.1940 лишен звания.
Депутат Верховного Совета РСФСР 1 созыва.
Арестован 29.12.1938. Осужден 12.12.1940. Орган, вынесший решение — Военный трибунал войск НКВД Московского округа. Обвинение — ст.193-17 п."б" УК РСФСР. Приговорён к высшей мере наказания с заменой на 10 лет лагерей.
Информации о смерти нет. В реабилитации отказано в 1999 году.